# Jebediah
Jebediah es una banda australiana de rock alternativo formada en 1994 en Perth por Kevin Mitchell, Vanessa Thornton, Chris Daymond y Almin Fulurija. El hermano de Kevin, Brett Mitchell, sustituiría a Fulurija poco después en la batería.
El nombre de la banda se debe a Jebediah Springfield, personaje ficticio de la serie de televisión Los Simpson.

## Discografía
| Año  | Álbum               | Discográfica    |
| ---- | ------------------- | --------------- |
| 1997 | Slightly Odway      | Murmur          |
| 1999 | Of Someday Shambles | Murmur          |
| 2002 | Jebediah            | Murmur          |
| 2004 | Braxton Hicks       | Redline Records |
|      |                     |                 |

## Miembros

### Actuales
- Kevin Mitchell - cantante principal, guitarra
- Vanessa Thornton - bajo
- Chris Daymond - guitarra
- Brett Mitchell - batería

### Pasados
- Almin Fulurija - batería